# 山梨市役所
山梨市役所（やまなししやくしょ）は、日本の地方公共団体である山梨市の組織が入る施設（役所）。

## 庁舎概要
| 階 | 概 要 |
| -- | --- |
| 5F | 展望ラウンジ、501・502・503・504会議室 |
| 4F | 市長室、副市長室、政策秘書課、財政課、総務課、防災危機管理課、401会議室                                                                           |
| 3F | 教育長室、学校教育課、生涯学習課、商工労政課、管財課、301会議室、監査室                                                                           |
| 2F | 市議会議場、委員会室、議会事務局、農林課、建設課、都市計画課、環境課、介護保険課、201・202・203会議室、地域職業相談室、コラボサロン               |
| 1F | 案内、保健センター、市民課、健康増進課、子育て支援課、会計課、税務課、福祉課、水道課、下水道課、観光課、選挙管理委員会、101会議室、相談室、警備室 |

### 所在地
- 〒405-0006
- 住所：山梨県山梨市小原西843

### 交通アクセス
- 山梨市駅から徒歩13分（約1km）

## 現庁舎について
2006年3月22日に山梨市、牧丘町、三富村の1市1町1村が合併して誕生した山梨市の庁舎として旧山梨市役所が使われていたが、老朽化のためセレスティカ・ジャパン山梨工場（旧山梨日本電気山梨工場）の建物および土地を購入し、改築を行ったうえで2008年11月に移転した。
社会領域 - 公共・文化教育関連施設の分類で、2010年度グッドデザイン賞受賞。
民間施設を購入・庁舎化したケースは他に甲州市や宮城県石巻市、栃木県栃木市などの例があるがいずれも商業施設からの転用であり、工場を転用することは珍しいケースである。

## 山梨市役所周辺
- いちやまマート山梨店